# Romanove, Lenine
Romanove (în ucraineană Романове) este un sat în comuna Vînohradne din raionul Lenine, Republica Autonomă Crimeea, Ucraina.

## Demografie
Componența lingvistică a localității Romanove
     Tătară crimeeană (48,31%)
     Rusă (41,95%)
     Ucraineană (8,05%)
     Alte limbi (0,42%)
Conform recensământului din 2001, nu exista o limbă vorbită de majoritatea populației, aceasta fiind compusă din vorbitori de tătară crimeeană (48,31%), rusă (41,95%) și ucraineană (8,05%).